# Centro spaziale di Wenchang
Il centro spaziale di Wenchang (WSLC, Wenchang Satellite Launch Center) è uno spazioporto situato a Wenchang, sull'isola di Hainan, in Cina. In precedenza usato solo per voli suborbitali, il 25 giugno 2016 è stato utilizzato per la prima volta per un lancio orbitale. È il quarto centro di lancio cinese e quello situato più a sud (19° di latitudine), il che permette di aumentare il carico lanciato senza dover aumentare le dimensioni del lanciatore. Sarà utilizzato per future missioni umane, per la stazione spaziale cinese e per missioni nello spazio profondo. Sarà inoltre il sito di lancio per il futuro lanciatore spaziale cinese Lunga Marcia 5.
Il primo lancio è avvenuto alle ore 20.00 (ora locale) del 25 giugno 2016, quando un lanciatore Lunga Marcia 7 ha portato in orbita con successo alcuni satelliti.